# 애버데어산맥두더지쥐
애버데어산맥두더지쥐(Tachyoryctes audax)는 소경쥐과에 속하는 설치류의 일종이다. 케냐의 토착종이다. 자연 서식지는 아열대 또는 열대 기후 지역의 습윤 산지 숲과 아열대 또는 열대 기후 지역의 고지대 초원이다. 일부 분류학자는 동아프리카두더지쥐와 같은 종으로 간주하고 있다.